# Aleksander Krzywobłocki
Aleksander Krzywobłocki (ur. 23 maja 1901 we Lwowie, zm. 24 listopada 1979 w Krakowie) – polski artysta, architekt, fotograf, fotomontażysta i konserwator zabytków.
Studiował w latach 1922-1928 na Wydziale Architektury Politechniki Lwowskiej. Początkowo tworzył i wystawiał realizacje architektoniczne, które przyniosły mu w latach 1924-1938 liczne nagrody na konkursach architektonicznych. Po ukończeniu w latach 1927-1928 Studium Fotograficznego u Henryka Mikolascha tworzył fotografie oraz fotomontaże. Do roku 1939 pracował we Lwowie jako architekt i konserwator zabytków. W 1929 roku został współzałożycielem grupy „artes”.
W ramach grupy „artes” zajmował się eksperymentalnym przetwarzaniem fotografii (fotokolaż, fotomontaż), tworzeniem surrealistycznych kompozycji.
Twórczość Krzywobłockiego nie da się przypisać do jednego kierunku w sztuce. W jego twórczości pojawiały się wpływy konstruktywizmu oraz surrealizmu (np. Rene Magritte). Za najbardziej reprezentatywną część twórczości artysty uznaje się prace powstałe w dwudziestoleciu międzywojennym. W fotografiach, tworzonych w latach 1928-1936, widoczne są wpływy Nowej Rzeczowości, Bauhausu oraz inspiracje pracami Man Raya czy Laszlo Moholy-Nagy'a. Fotomontaże były tworzone z przerwami, pierwsze powstawały w latach 1928-1934. Później pojawiła się w twórczości fotograficznej Krzywobłockiego piętnastoletnia przerwa spowodowana oddaniem i zaangażowaniem artysty w działalność konserwatorsko-architektoniczną.
W 1934 roku razem z Jerzym Janischem wykonał fotomontaże do ilustracji książki Aliny Lan (właśc. Paulina Landau) "Kometa Halleya".
Podczas II wojny światowej zajmował się ratowaniem zabytków sztuki we Lwowie. Po wojnie zamieszkał we Wrocławiu, gdzie pracował jako konserwator zabytków. Krzywobłocki po wojnie tworzył tylko fotomontaże. W latach 1948–1949 stworzył cykl dwudziestu jeden fotomontaży, których część przedstawił w roku 1948 we Wrocławskim Towarzystwie Fotograficznym. Następnie powstał cykl w 1955 roku z pięciu prac, w których wykorzystał fotografie zawarte w podręczniku o dziełach sztuki autorstwa Janiny Mierzeckiej. Początkowo fotomontaże miały posłużyć do realizacji zamówienia dla przemysłu koronkarskiego, ale jednak nie doszło do realizacji reklamy. Kolejny cykl powstał w latach 1970-1973 składający się z piętnastu fotomontaży. Ostatnie prace fotomontażowe tworzone były od 1974 roku do jego śmierci.
W roku 1970 został członkiem honorowym Związku Polskich Artystów Fotografików ZPAF.
W roku 1971 zamieszkał w Krakowie. W roku 1975 w Muzeum Narodowym we Wrocławiu odbyła się jego retrospektywna wystawa fotomontaży.
Prace Krzywobłockiego znajdują się w zbiorach: Muzeum Narodowego we Wrocławiu i Muzeum Sztuki w Łodzi. Artysta swoje wspomnienia spisał w dwóch maszynopisach: "Śladem spotkań i wspomnień" z 1967/1968 oraz "Wydarzenia i wrażenia" z 1970/1973, obydwa znajdują się obecnie w Muzeum Narodowym we Wrocławiu.